# Gmina Postomino
Die Gmina Postomino (Gemeinde Pustamin) ist eine Landgemeinde in der Woiwodschaft Westpommern in Polen. Sie gehört zum Powiat Sławieński (Schlawer Kreis). Der Verwaltungssitz befindet sich in Postomino (Pustamin).

## Allgemeines
Mit 227,24 km² Gemeindefläche nimmt sie einen großen Bezirk an der Ostseeküste ein. Von 1975 bis 1998 gehörte die Gemeinde zur Woiwodschaft Koszalin (Köslin), seither ist sie der Woiwodschaft Westpommern zugeordnet, in der sie (bei insgesamt 144 Gemeinden) flächenmäßig an 43. Stelle steht, einwohnermäßig dagegen auf Rang 56.
Die Gmina Postomino liegt relativ verkehrsgünstig an der Woiwodschaftsstraße 203, die Darłowo (Rügenwalde) (22 km) mit Ustka (Stolpmünde) (16 km) verbindet. Außerdem führen Nebenstraßen direkt in die Kreisstadt Sławno (Schlawe) (15 km) und nach Słupsk (Stolp) (15 km). Eine Bahnanbindung besteht seit 1945 nicht mehr.
In der Gmina Postomino gibt es zwei Postleitzahlengebiete: Jarosławiec (Jershöft) an der Ostsee = 76-107, Postomino = 76-113.

## Gemeindegliederung
Zur Gmina Postomino gehören 28 Ortsteile (Schulzenämter), die weitere kleinere Orte und Siedlungen einschließen:
| - Bylica (Schönenberg) - Chudaczewo (Alt Kuddezow) - Dzierżęcin (Dörsenthin) - Górsko (Görshagen) - Jarosławiec (Jershöft) - Jezierzany (Neuenhagen, Amt) - Kanin (Kannin) - Karsino (Karzin) - Korlino (Körlin) - Królewo (Krolow) - Łącko (Lanzig) - Marszewo (Marsow) - Masłowice (Masselwitz) - Mazów (Meitzow) | - Naćmierz (Natzmershagen) - Nosalin (Nitzlin) - Pałowo (Alt Paalow) - Pałówko (Neu Paalow) - Pieńkowo (Pennekow) - Pieńkówko (Neu Pennekow) - Pieszcz (Peest) - Postomino (Pustamin) - Rusinowo (Rützenhagen) - Staniewice (Stemnitz) - Tyń (Thyn) - Wilkowice (Wilhelmine) - Wszedzień (Scheddin) - Złakowo (Schlackow) |

Andere Ortschaften: Chełmno Słowieńskie (Gollenberg), Chudaczewko (Neu Kuddezow), Czarna Buda, Dołek, Górka, Kłośnik (Niederwald), Królewice (Krolowstrand), Królewko (Neu Krolow), Łężek (Lanziger Ländchen), Mszane (Groß Waldhof), Maszanka (Klein Waldhof), Nosalinek (Neu Nitzlin), Nowe Łącko (Neu Lanzig), Przybudówka-Królewo (Körliner Ländchen), Radziszkowo (Flüchtenhagen), Ronino (Rönneberg), Tłuki (Hammermühle), Wicko Morskie (Vietzkerstrand) und Wykroty (Grünhof)

## Tourismus
Postomino liegt im Küstengebiet zur Ostsee mit  Dünen- und Badestränden. Im Süden fließt die Wieprza (Wipper) durch das Gemeindegebiet, und im Norden befindet sich der Jezioro Wicko (Vietzker See).